# Hugo Vetlesen
Hugo Vegard Vetlesen (Bærum, 29 febbraio 2000) è un calciatore norvegese, centrocampista del Club Bruges.

## Carriera

### Club
Vetlesen ha giocato nelle giovanili dello Stabæk, per poi venire aggregato alla prima squadra con la firma del primo contratto professionistico, in data 31 marzo 2017. Ha esordito in Eliteserien il 2 aprile dello stesso anno, schierato titolare nella vittoria casalinga per 3-1 contro l'Aalesund.
Il 9 marzo 2018 ha prolungato l'accordo con lo Stabæk, fino al 31 dicembre 2021. Il 5 agosto 2018 ha segnato la prima rete nella massima divisione, nella sconfitta interna per 1-3 contro il Sarpsborg 08.
Il 5 ottobre 2020 è passato a titolo definitivo al Bodø/Glimt, con cui ha firmato un accordo valido fino al 31 dicembre 2023.
Il 3 luglio 2023 passa a titolo definitivo al Club Bruges, con cui firma un accordo quadriennale.

### Nazionale
Vetlesen ha rappresentato la Norvegia a livello Under-16, Under-18, Under-19 e Under-21. Per quanto concerne quest'ultima selezione, ha ricevuto la prima convocazione dal commissario tecnico Leif Gunnar Smerud in data 28 agosto 2018, in vista della sfida contro l'Azerbaigian, valida per le qualificazioni al campionato europeo 2019. Ha esordito quindi il successivo 11 settembre, subentrando a Dennis Johnsen nella vittoria per 1-3 contro la selezione azera.
Il 20 novembre 2022 esordisce in nazionale maggiore nell'amichevole pareggiata 1-1 contro la Finlandia.
Il 31 maggio 2023 è stato incluso tra i convocati del commissario tecnico Leif Gunnar Smerud in vista dell'imminente campionato europeo Under-21. Il 14 giugno è stato escluso dai convocati, a causa degli impegni con il Bodø/Glimt e la Nazionale maggiore.
Il 7 settembre dello stesso anno segna anche la sua prima marcatura, nell'amichevole vinta 6-0 contro la Giordania.

## Statistiche

### Presenze e reti nei club
Statistiche aggiornate al 5 aprile 2025.
| Stagione           | Club               | Campionato         | Campionato | Campionato | Coppe nazionali | Coppe nazionali | Coppe nazionali | Coppe continentali | Coppe continentali | Coppe continentali | Supercoppe | Supercoppe | Supercoppe | Totale | Totale |
| Stagione           | Club               | Comp               | Pres       | Reti       | Comp            | Pres            | Reti            | Comp               | Pres               | Reti               | Comp       | Pres       | Reti       | Pres   | Reti   |
| ------------------ | ------------------ | ------------------ | ---------- | ---------- | --------------- | --------------- | --------------- | ------------------ | ------------------ | ------------------ | ---------- | ---------- | ---------- | ------ | ------ |
| 2017               | Stabæk             | ES                 | 26         | 0          | CN              | 5               | 0               | -                  | -                  | -                  | -          | -          | -          | 31     | 0      |
| 2018               | Stabæk             | ES                 | 24+1       | 1+0        | CN              | 3               | 0               | -                  | -                  | -                  | -          | -          | -          | 28     | 1      |
| 2019               | Stabæk             | ES                 | 24         | 0          | CN              | 3               | 1               | -                  | -                  | -                  | -          | -          | -          | 27     | 1      |
| gen.-ott. 2020     | Stabæk             | ES                 | 19         | 4          | -               | -               | -               | -                  | -                  | -                  | -          | -          | -          | 19     | 4      |
| Totale Stabæk      | Totale Stabæk      | Totale Stabæk      | 93+1       | 5          |                 | 11              | 1               |                    | -                  | -                  |            | -          | -          | 105    | 6      |
| ott.-dic. 2020     | Bodø/Glimt         | ES                 | 8          | 1          | -               | -               | -               | UEL                | -                  | -                  | -          | -          | -          | 8      | 1      |
| 2021               | Bodø/Glimt         | ES                 | 27         | 5          | CN              | 6               | 0               | UCL+UECL           | 2+17               | 0+3                | -          | -          | -          | 52     | 8      |
| 2022               | Bodø/Glimt         | ES                 | 29         | 16         | CN              | 5               | 1               | UCL+UEL+UECL       | 8+6+1              | 2+1+0              | -          | -          | -          | 49     | 20     |
| 2023               | Bodø/Glimt         | ES                 | 11         | 3          | CN              | 2               | 0               | UECL               | 0                  | 0                  | -          | -          | -          | 13     | 3      |
| Totale Bodø/Glimt  | Totale Bodø/Glimt  | Totale Bodø/Glimt  | 75         | 25         |                 | 13              | 1               |                    | 34                 | 6                  |            | -          | -          | 122    | 32     |
| 2023-2024          | Club Bruges        | D1                 | 37         | 3          | CB              | 3               | 2               | UECL               | 16                 | 2                  | -          | -          | -          | 56     | 7      |
| 2024-2025          | Club Bruges        | D1                 | 29         | 2          | CB              | 4               | 0               | UCL                | 7                  | 0                  | SB         | 1          | 0          | 41     | 2      |
| Totale Club Bruges | Totale Club Bruges | Totale Club Bruges | 66         | 5          |                 | 7               | 2               |                    | 23                 | 2                  |            | 1          | 0          | 97     | 9      |
| Totale carriera    | Totale carriera    | Totale carriera    | 235        | 35         |                 | 31              | 4               |                    | 57                 | 8                  |            | 1          | 0          | 324    | 47     |

### Cronologia presenze e reti in nazionale
| Cronologia completa delle presenze e delle reti in nazionale ― Norvegia | Cronologia completa delle presenze e delle reti in nazionale ― Norvegia | Cronologia completa delle presenze e delle reti in nazionale ― Norvegia | Cronologia completa delle presenze e delle reti in nazionale ― Norvegia | Cronologia completa delle presenze e delle reti in nazionale ― Norvegia | Cronologia completa delle presenze e delle reti in nazionale ― Norvegia | Cronologia completa delle presenze e delle reti in nazionale ― Norvegia | Cronologia completa delle presenze e delle reti in nazionale ― Norvegia |
| Data                                                                    | Città                                                                   | In casa                                                                 | Risultato                                                               | Ospiti                                                                  | Competizione                                                            | Reti                                                                    | Note                                                                    |
| ----------------------------------------------------------------------- | ----------------------------------------------------------------------- | ----------------------------------------------------------------------- | ----------------------------------------------------------------------- | ----------------------------------------------------------------------- | ----------------------------------------------------------------------- | ----------------------------------------------------------------------- | ----------------------------------------------------------------------- |
| 20-11-2022                                                              | Oslo                                                                    | Norvegia                                                                | 1 – 1                                                                   | Finlandia                                                               | Amichevole                                                              | -                                                                       | 66’                                                                     |
| 7-9-2023                                                                | Oslo                                                                    | Norvegia                                                                | 6 – 0                                                                   | Giordania                                                               | Amichevole                                                              | 1                                                                       | 61’                                                                     |
| 16-11-2023                                                              | Oslo                                                                    | Norvegia                                                                | 2 – 0                                                                   | Fær Øer                                                                 | Amichevole                                                              | -                                                                       | 67’                                                                     |
| 22-3-2024                                                               | Oslo                                                                    | Norvegia                                                                | 1 – 2                                                                   | Rep. Ceca                                                               | Amichevole                                                              | -                                                                       | 86’                                                                     |
| 8-6-2024                                                                | Brøndbyvester                                                           | Danimarca                                                               | 3 – 1                                                                   | Norvegia                                                                | Amichevole                                                              | -                                                                       | 88’                                                                     |
| 10-10-2024                                                              | Oslo                                                                    | Norvegia                                                                | 3 – 0                                                                   | Slovenia                                                                | UEFA Nations League 2024-2025 - 1º turno                                | -                                                                       | 82’                                                                     |
| Totale                                                                  |                                                                         | Presenze                                                                | 6                                                                       |                                                                         | Reti                                                                    | 1                                                                       |                                                                         |

## Palmarès

### Club

#### Competizioni nazionali
- Campionato norvegese: 1

Bodø/Glimt: 2021
- Campionato belga: 1

Club Bruges: 2023-2024
- Coppa del Belgio: 1

Club Bruges: 2024-2025
- Supercoppa del Belgio: 1

Club Bruges: 2025